# Aseem Trivedi
Aseem Trivedi (född 1987) är en välkänd indisk politisk skämttecknare och aktivist, mest känd för sin Cartoons Against Corruption kampanj mot korruption. Han är en av grundarna av Save Your Voice, en rörelse mot internetcensur i Indien. Han tilldelas 2012 "Courage in Editorial Cartooning Award"  från Cartoonists Rights Network International.